# Храм Вирупакши (Хампи)
Храм Вирупакши (англ. Virupaksha Temple) — индуистский храм, посвящённый Шиве. Расположен в деревне Хампи в 350 км от Бангалора, в южноиндийском штате Карнатака.
Деревня Хампи расположена на берегах реки Тунгабхадры, посреди руин города Виджаянагара, — некогда столицы индуистской Виджаянагарской империи. На протяжении многих веков храм Вирупакша является самым важным местом паломничества в Хампи. Он стоит посреди развалин многочисленных храмов бывшей столицы индуистской империи, вот уже несколько веков оставаясь одним из немногих местных культовых сооружений, всё ещё используемых для поклонения. Храм посвящён Шиве, известному здесь под именем Вирупакша — супруга местной богини Пампы, которая ассоциируется с рекой Тунгабхадрой. Другой известный храм Вирупакши находится в деревне Налагамапалле, округ Читтур, Андхра-Прадеш, приблизительно в 100 км от Тирупати.

## История
Историю храма Вирупакша можно проследить до VII века. Самые ранние обнаруженные здесь надписи с упоминанием Шивы датируются IX — X веком. Культовое сооружение существовало на этом месте задолго до основания Виджаянагара. Некоторые части храма датируются периодом империй Чалукья и Хойсала, однако бо́льшая часть храма была построена правителями Виджаянагарской империи. Именно в этот период маленький храм превратился в большой храмовый комплекс.
В XII веке под покровительством виджаянагарских правителей начался расцвет искусства и культуры. В XVI веке Виджаянагарская империя пала под натиском мусульманских завоевателей, которые систематически разрушали архитектурные индуистские памятники.
Культ Вирупакши-Пампы, однако, не прекратился даже после разрушения города мусульманами в 1565 году и продолжается и по сегодняшний день. В начале XIX века храм был отреставрирован, был заново расписан потолок храма и восстановлены северная и восточная гопуры.

## Структура храма
В настоящее время основной храм состоит из святилища, трёх примыкающих к нему палат, покрытой залы с колоннами и открытой площадки с колоннами. К основному строению храма примыкают колонная аркада, входные ворота, внутренние дворы, меньшие по размеру святилища и другие постройки.
Восточный гопурам имеет девять уровней и возвышается на 50 метров. К нему примыкают некоторые более ранние постройки. Этот гопурам имеет кирпичную надстройку и двухступенчатую каменную основу. Через него можно попасть во внешний двор, в котором расположено несколько второстепенных святилищ.
Меньшие по размеру восточные ворота ведут во внутренний двор с несколькими маленькими храмами. Вдоль террасы храма узким каналом протекает река Тунгабхадра. Её воды протекают через храмовую кухню и оттуда выходят наружу через внешний двор.
Одним из самых крупных покровителей храма за всю его историю был виджаянагарский раджа Кришнадеварая. По его указанию была возведена самая изысканная храмовая постройка — центральная зала с колоннами. При нём также была возведена гопурам на входе во внутренний двор храма. Его вклад в постройку храма упоминается на каменной мемориальной доске, установленной рядом с колонным залом. В частности, там говорится что Кришнадева Рая отдал приказ построить колонный зал в 1510 году.

## Праздники
Храм пользуется большой популярностью и привлекает множество паломников. Самым крупным праздником является свадебный фестиваль Вирупакши и Пампы, ежегодно празднуемый в декабре. Каждый год также проводится фестиваль с шествием храмовой колесницы.

## Галерея

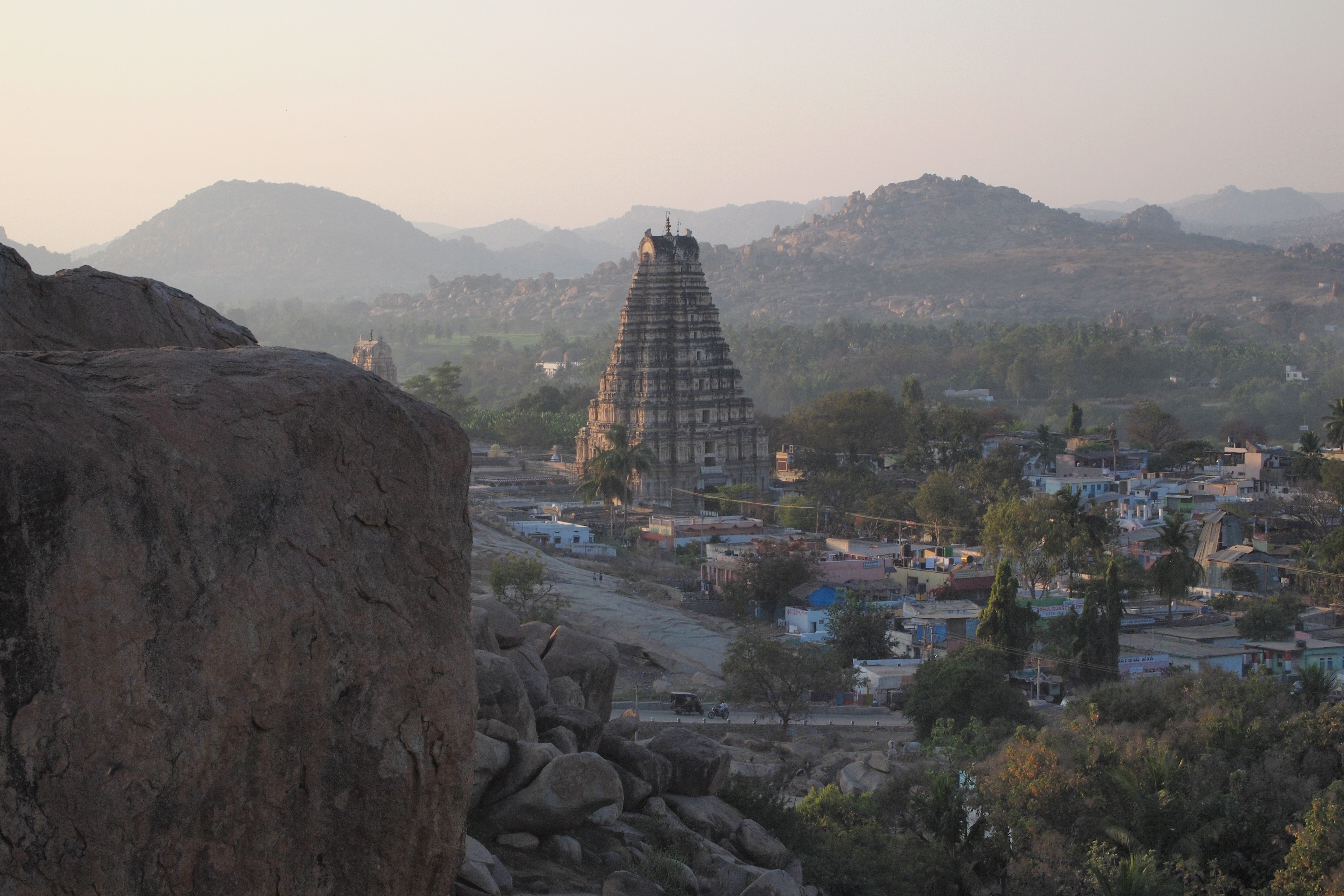
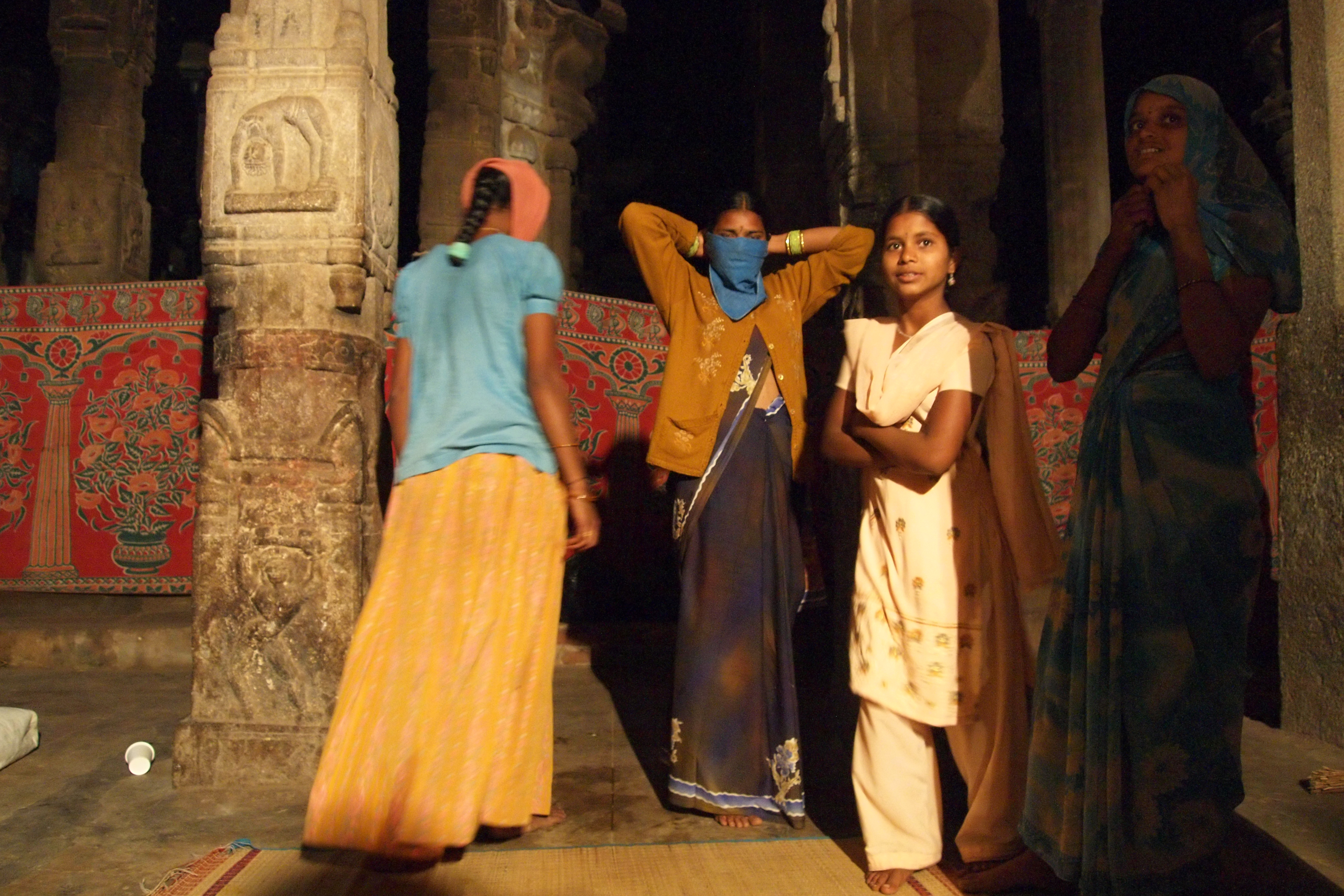
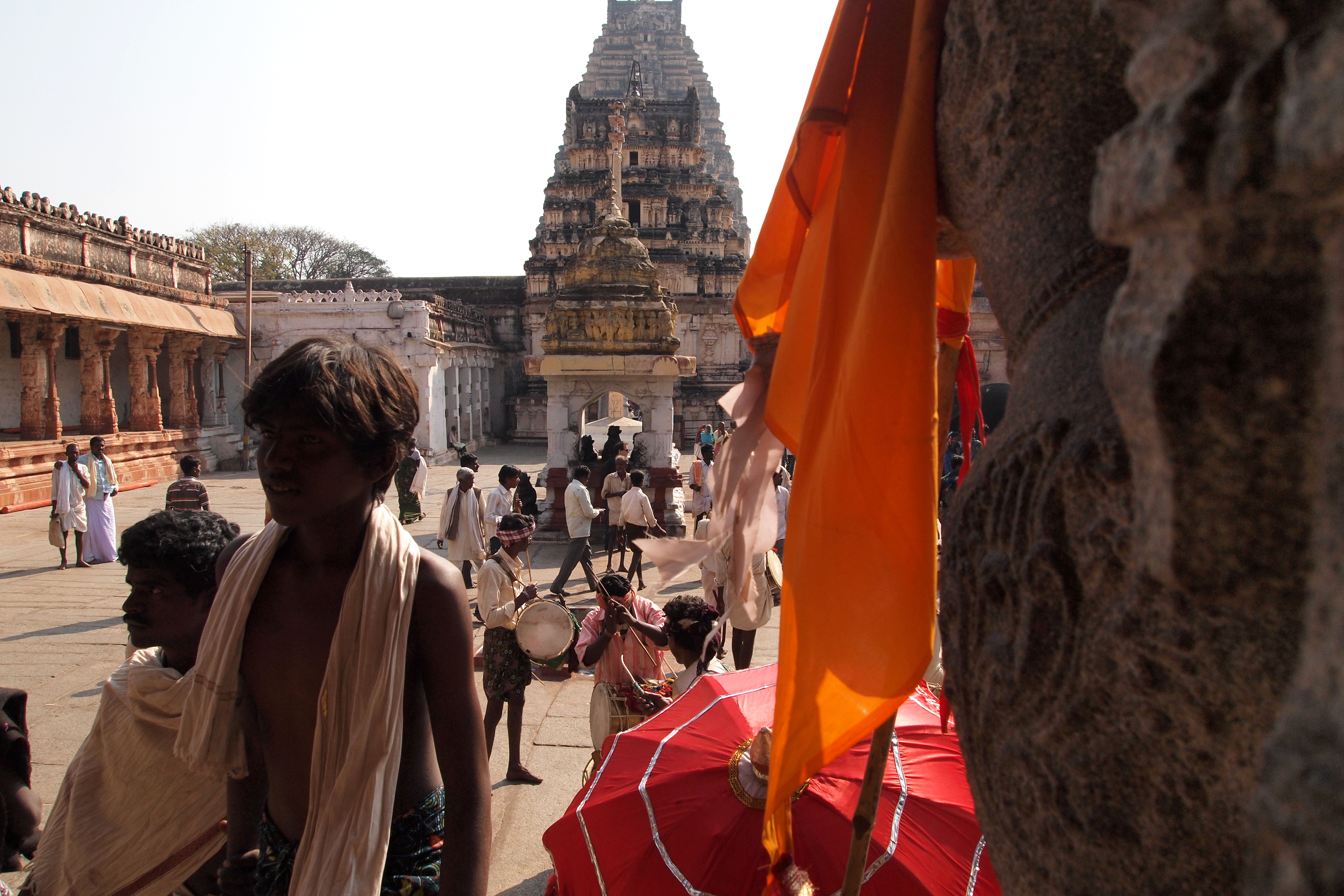
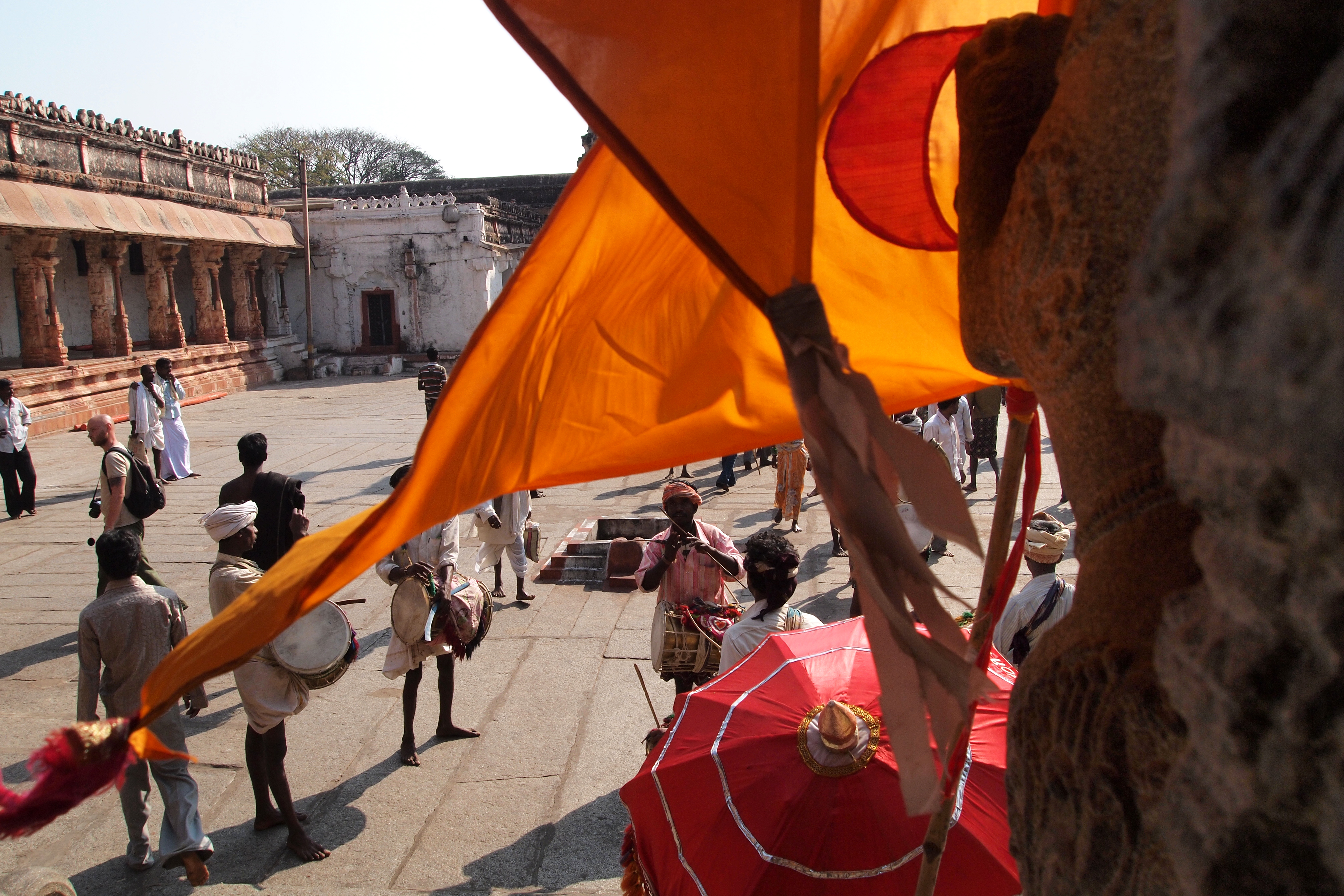
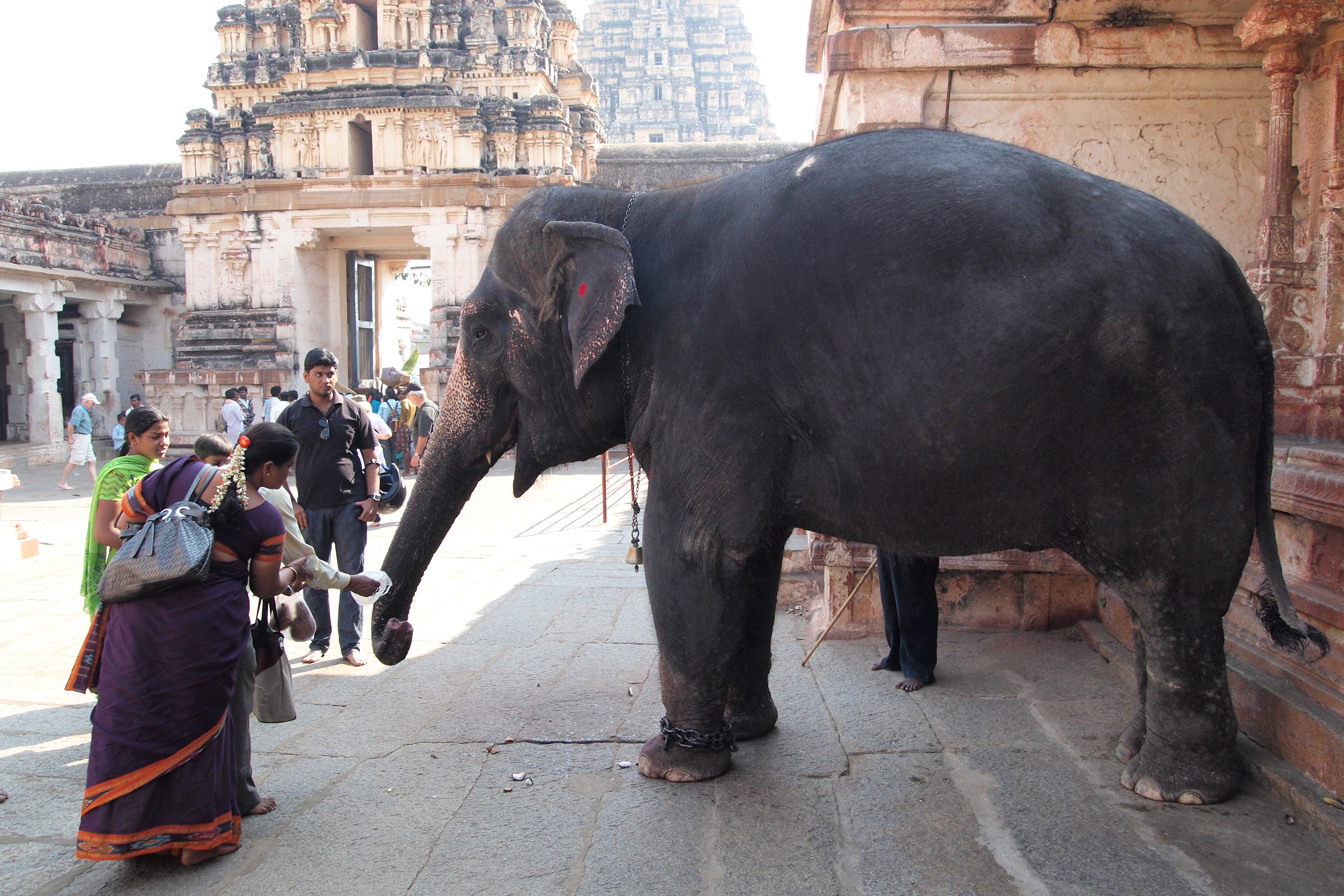
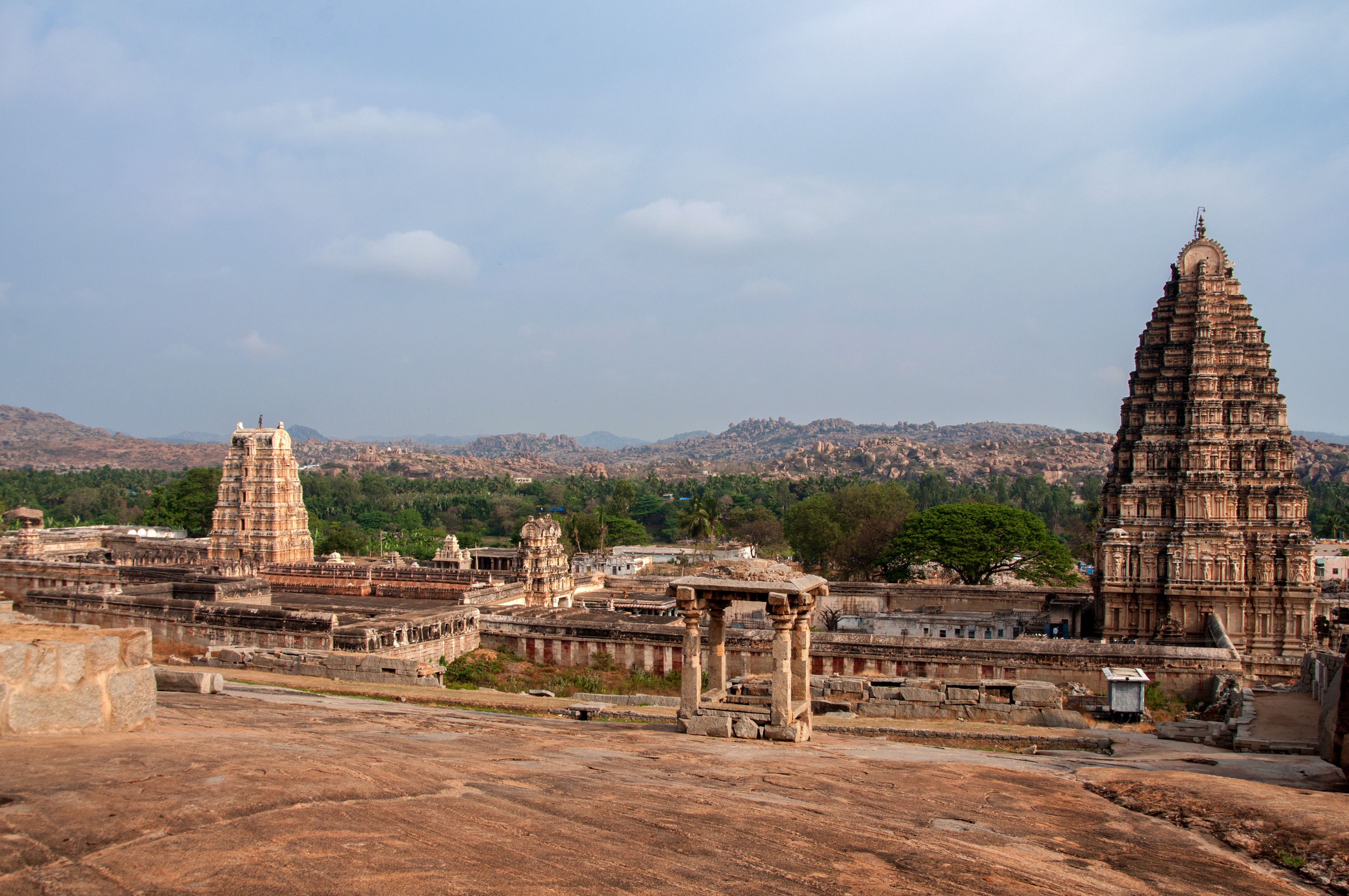
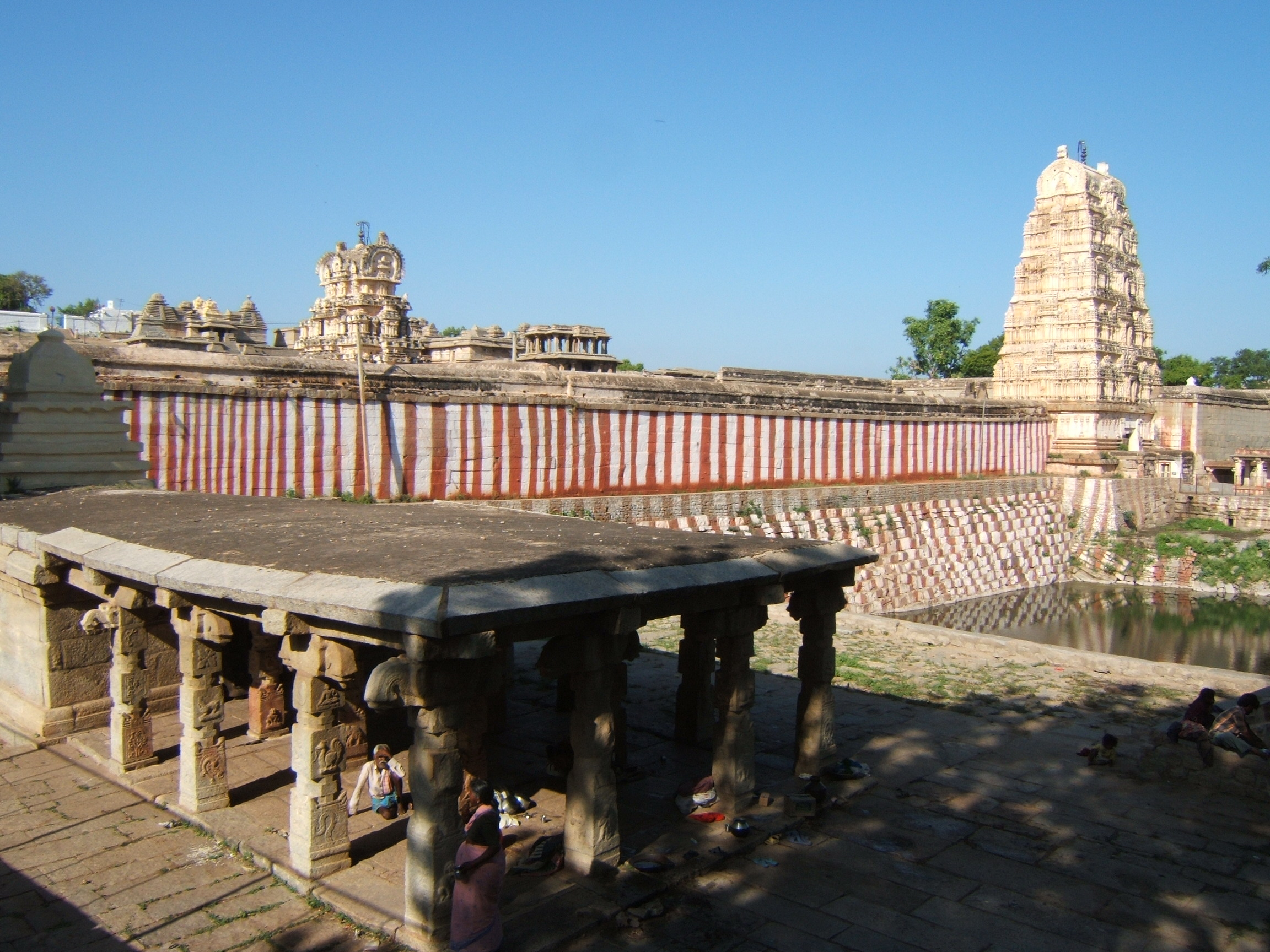